# ديفيد وايت (رسام توضيحي)
ديفيد وايت (بالإنجليزية: David Wyatt)‏ هو رسام توضيحي بريطاني، ولد في 28 نوفمبر 1968.